# Palacio Longoria
El palacio de don Javier González-Longoria, más conocido como palacio Longoria, es un palacio modernista español del siglo XX construido en el distrito Centro de Madrid, en la confluencia de las calles Fernando VI y Pelayo. En la actualidad es la sede de la SGAE (Sociedad General de Autores y Editores).

## Historia

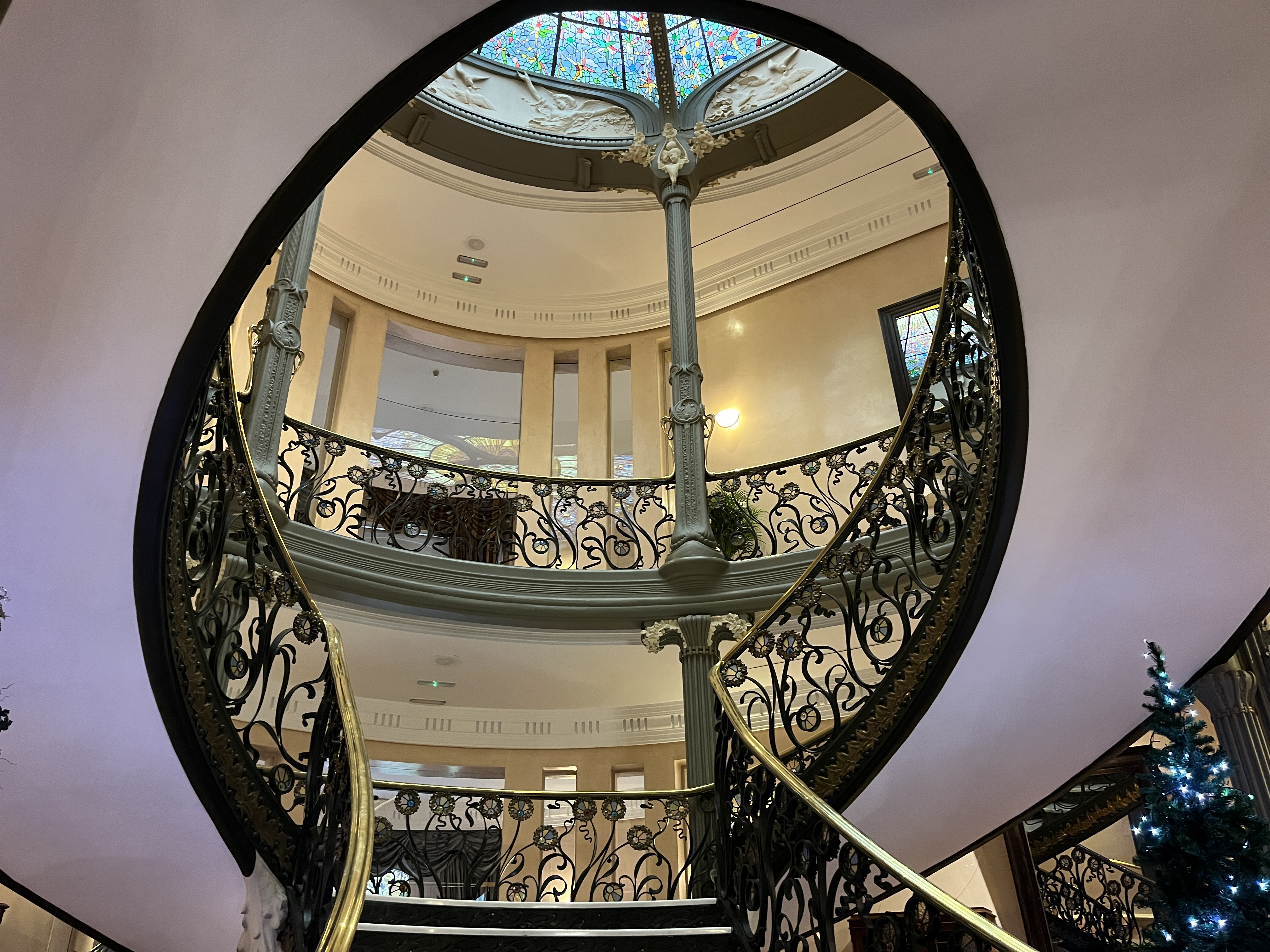
Escalera central del palacio Longoria, en Madrid.

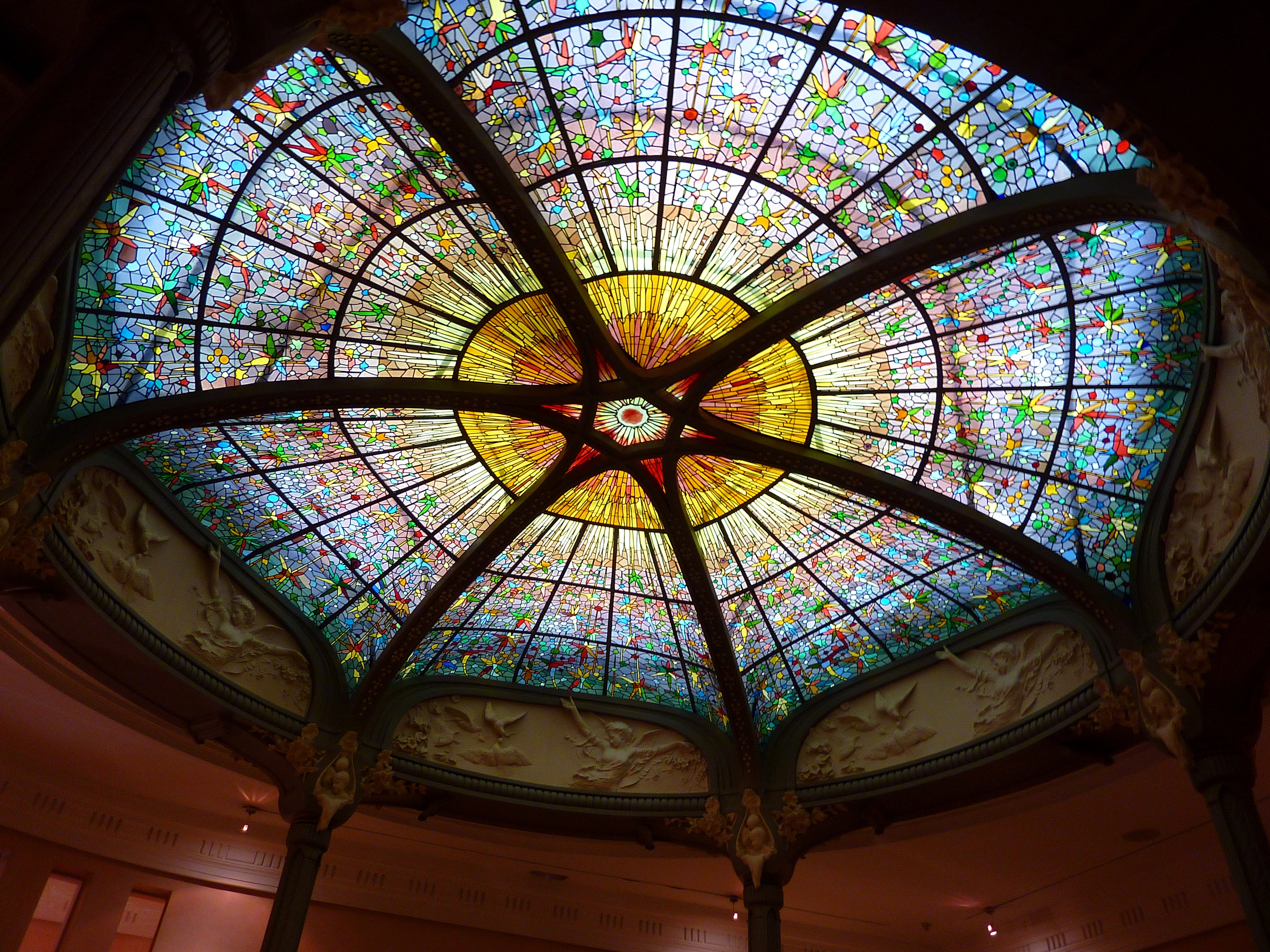
Cúpula del Palacio, de la Casa Maumejean.

Es obra del arquitecto José Grases Riera quien de 1902 a 1904 construyó este palacio con una libertad absoluta de diseño, convirtiéndolo en el ejemplo más importante del movimiento modernista en Madrid. Fue construido por encargo del financiero Javier González Longoria. Además de sus fachadas exteriores, entre sus elementos más singulares destaca la escalera imperial de perímetro circular, coronada por una cúpula, cuya vidriera es obra de la Casa Maumejean. La escalera está fuertemente influenciada por el Art Nouveau francés y belga, con sus elementos vegetales, flores y el característico «golpe de látigo» del modernismo surgido a partir de las obras de Víctor Horta en Bruselas.
También cabe mencionar los dos miradores del patio, que se apoyan sobre columnas con forma de palmera, y la verja perimetral de la finca, con rejería de forja a base de elementos vegetales geometrizados.
En 1912 el edificio fue comprado por la Compañía Dental Española por 500.000 pesetas, como residencia para su presidente. El arquitecto Francisco García Nava realizó la reforma necesaria para albergar tanto las oficinas de la empresa como la residencia de su presidente. En 1946, los herederos vendieron el inmueble a Construcciones Civiles, que volvió a reformar el palacio. Cuatro años más tarde lo adquirió la Sociedad General de Autores de España (SGAE) por poco menos de cinco millones de pesetas.
Ha sufrido dos reformas de importancia: la del arquitecto Francisco García Nava y, en la década de 1950, la del arquitecto Carlos Arniches Moltó, transformación encargada por la SGAE. Además, se realizó una rehabilitación integral de los interiores y una restauración de la fachada —muy deteriorada en ese momento— en el año 1992, obra del arquitecto Santiago Fajardo y la colaboración de la arquitecta Ángeles Hernández-Rubio Muñoyerro.
En 2009 se anunció que la SGAE trasladaría su sede al palacio del Infante Don Luis, en Boadilla del Monte; este movimiento no tuvo lugar debido a que una sentencia judicial anuló la cesión de setenta y cinco años hecha por el ayuntamiento de dicha localidad al atentar el proyecto de la SGAE contra los valores del palacio, que está declarado Bien de Interés Cultural.